# Lubize
Lubize, pseudonimo di Pierre-Michel Martin (Bayonne, 21 febbraio 1798 – Parigi, 28 gennaio 1863), è stato un drammaturgo e librettista francese.

## Biografia
Nato il 3 Ventoso anno VI a Bayonne e morto il 28 gennaio 1863 nel 9 arrondissement di Parigi , è conosciuto anche con lo pseudonimo di Morel, ed è autore di più di cento vaudeville, da solo o in collaborazione.
Figlio di Michel Martin, ex soldato divenuto impiegato, e di Marie Lubize, di cui scelse il nome come pseudonimo, studiò al Liceo Condorcet e lavorò prima negli uffici della banca Laffitte et C.
il 21 giugno 1828, sposò Virginie Guyot  e fece il suo debutto teatrale nel 1832 con un'opera in tre atti, L'Abbaye-aux-Bois, scritta in collaborazione con René-Charles Guilbert de Pixerécourt.
Nel maggio 1844, Lubize prese la direzione del Théâtre du Vaudeville dove successe al drammaturgo Jacques-François Ancelot .

Quando fu annunciata la sua morte, si lesse sulla rivista Jean Diable :
M. Lubize sans collaborateurs n'a pas été moins heureux : la Cinquantaine et Latude suffiraient pour le prouver.

On remarquait à ses obsèques, parmi les gens du monde dramatique, MM. Hyppolyte Cogniard, Siraudin, Raymond Deslandes, Monval, Delacour et Michel Delaporte.»
Fu zio del drammaturgo Henry Becque (1837-1899)  .

## Opere
- 1832: L'Abbaye-aux-Bois, ou la Femme de chambre, storia contemporanea in 3 atti et 6 quadri, con René-Charles Guilbert de Pixerécourt;
- 1832: Tout pour ma fille, dramma-vaudeville in 3 atti, con E. F. Varez e Léonce Laurençot;
- 1832: M. Lombard, ou le Voyage d'agrément, folie-vaudeville in un atto, con Charles Varin e Desvergers;
- 1833: Fils aîné de la veuve, dramma-vaudeville in 1 atto, con Edmond-Frédéric Prieur;
- 1834: La Cinquantaine, commedia-vaudeville in un atto;
- 1835: Au clair de la lune, ou les Amours du soir, vaudeville in 3 atti con Varin e Desvergers;
- 1835: La Suicidomanie, vaudeville in un atto, con Pierre Clozel (dit Clozel fils);
- 1835: Une heure dans l'autre monde, folie-parade mista a distici, con Eugène Ronteix;
- 1836: Ma sœur et ma place, commedia-vaudeville in un atto con Hestienne;
- 1836: Arriver à propos, commedia-vaudeville in un atto con Étienne Arago;
- 1836: Le Conseil de discipline, vaudeville in un atto con i frères Cogniard;
- 1836: Fils aîné de veuve, dramma-vaudeville in un atto con Maillard;
- 1837: Le Muet de Saint-Malo, ou les Grandes émotions, vaudeville in un atto con Varin;
- 1837: La Barbe de Jupiter, vaudeville in un atto, con Jules-Auguste Rauzet;
- 1837: Spectacle à la Cour, vaudeville in 2 atti con Emmanuel Théaulon e Gustave Albitte;
- 1838: La Bonne Vieille, commedia-vaudeville in un atto;
- 1838: La Bourse de Pézénas, grrrrande [sic] spéculation industrielle mista a vaudevilles, con Léonce;
- 1838: La Cachucha, ou Trois Cœurs tout neufs, vaudeville in un atto (come Morel);
- 1839: La Baronne de Pinchina, vaudeville in 2 atti con Édouard Brisebarre;
- 1840: Les Roueries du marquis de Lansac, commedia-vaudeville in 3 atti con Brisebarre;
- 1840: La Mère Godichon, vaudeville in 3 atti con Michel Delaporte;
- 1840: Les Dîners à trente-deux sous, vaudeville in un atto con i frères Cogniard e Hippolyte Rimbaut;
- 1840: Une assemblée de créanciers, tableau-vaudeville in un atto con Théaulon;
- 1840: Les Mystères d'Udolphe, vaudeville fantastico in 2 atti con ***;
- 1841: M. Gribouillet, vaudeville in un atto con Paul de Kock;
- 1841: La Pommade du lion, vaudeville in un atto con Fortuné;
- 1841: Les Pages et les Brodeuses, vaudeville in 2 atti con Charles-Hippolyte Dubois-Davesnes;
- 1841: Les Jolies Filles de Stilberg, ou les Pages de l'empereur, vaudeville in un atto;
- 1842: Claudine, dramma in 3 atti con Charles Desnoyer da una novella di Jean-Pierre Claris de Florian;
- 1843: Un mauvais père, con Lajariette;
- 1844: Les Trois Péchés du Diable, vaudeville in un atto con Varin;
- 1844: Les Petites Bonnes de Paris, vaudeville in 3 atti con Hippolyte Le Roux;
- 1845: La Coqueluche du quartier, vaudeville in un atto;
- 1845: Chacun chez soi, commedia-vaudeville in un atto con Léonce Laurençot;
- 1845: L'Homme et la Mode, commedia-vaudeville in 2 atti con Lajariette;
- 1846: Les Trois Amoureux de Mariette, commedia-vaudeville in 3 atti con Brisebarre;
- 1847: La Bouquetière du marché des Innocents, vaudeville in 3 atti con Charles Dallard;
- 1849: La Tasse cassée, commedia-vaudeville in un atto con Eugène Guinot (come Paul Vermont);[11]
- 1849: Une femme qui a une jambe de bois, commedia in un atto mista a distici con Hermant;
- 1852: Le Misanthrope et l'Auvergnat, commedia in un atto mista a distici, con Eugène Labiche e Paul Siraudin;
- 1854: Si ma femme le savait!, vaudeville in 2 atti con Chiarini-Lange;
- 1855: La Bride sur le cou, vaudeville in un atto;
- 1* 1856: Obliger est si doux!, commedia mista a distici in un atto, con Laurencin e Chapelle;
- 1857: Le Secret de ma femme, vaudeville in un atto con Hermant;
- 1856: La Bourse au village, vaudeville in un atto con Siraudin;

## Altri scritti
- 1834: Le Commis et la Grande Dame, Bibliothèque des romans nouveaux, Paris